# Melanie Valerio
	Melanie M. Valerio  (Cleveland (Ohio), 7 mei 1969) is een Amerikaans zwemster.

## Biografie
Valerio behaalde haar successen op de estafettenummers.
Valerio won tijdens de Olympische Zomerspelen van 1996 in eigen land de gouden medaille op de 4×100 meter vrije slag, Valerio zwom alleen in de series.

## Internationale toernooien
| Jaar | OS                                               | WK langebaan                                     | Pan-Pac                                                                         |
| ---- | ------------------------------------------------ | ------------------------------------------------ | ------------------------------------------------------------------------------- |
| 1993 |                                                  |                                                  | 8e 50m vrije slag · 4x100m vrije slag                                           |
| 1994 |                                                  |                                                  |                                                                                 |
| 1995 |                                                  |                                                  | 4e 100m vrije slag · 6e 200m vrije slag · 4x100m vrije slag · 4x200m vrije slag |
| 1996 | 4x100m vrije slag · Valerio zwom enkel de series |                                                  |                                                                                 |
| 1997 |                                                  |                                                  | 8e 100m vrije slag · 4x100m vrije slag                                          |
| 1998 |                                                  | 4x100m vrije slag · Valerio zwom enkel de series |                                                                                 |